# 72. BAFTA-gála
A 72. BAFTA-gálát 2019. február 10-én tartotta meg a Brit Film- és Televíziós Akadémia a Royal Albert Hallban, amelynek keretében kiosztották az akadémia filmdíjait az Egyesült Királyságban 2018-ban bemutatott és az akadémia tagjai által legjobbnak tartott filmek és alkotóik részére. A rendezvény háziasszonyának ez évben is Joanna Lumley brit színésznő-producert kérték fel. A gálaműsoron fellépett a Cirque du Soleil.
A díjakra jelöltek listáját 2019. január 9-én hozták nyilvánosságra. A szavazás második körét február 6-án zárták le, február 8-ig az összes érintett filmet bemutatták a nyilvánosságnak.
A legtöbb, 12 jelölést Jórgosz Lánthimosz brit-amerikai-ír koprodukcióban készített drámai vígjátéka, A kedvenc kapta. A díjkiosztó gálán nem született meglepetés, ez a film vitte el a díjak 40 %-át, a másik nagy nyertes Alfonso Cuarón Roma című alkotása lett: hét jelölésből négyet váltott díjra.

## A BAFTA filmdíjai

### Díjazottak és jelöltek
A nyertesek a táblázat első sorában, félkövérrel vannak jelölve.
| Legjobb film | Legjobb rendező |
| --- | --- |
| - Roma – Alfonso Cuarón, Gabriela Rodriguez - A kedvenc – Ceci Dempsey, Ed Guiney, Jórgosz Lánthimosz, Lee Magiday - Csillag születik – Bradley Cooper, Bill Gerber, Lynette Howell Taylor - Csuklyások – BlacKkKlansman – Jason Blum, Spike Lee, Raymond Mansfield, Sean McKittrick, Jordan Peele - Zöld könyv – Útmutató az élethez – Jim Burke, Brian Currie, Peter Farrelly, Nick Vallelonga, Charles B. Wessler                               | - Alfonso Cuarón – Roma - Bradley Cooper - Csillag születik - Jórgosz Lánthimosz – A kedvenc - Spike Lee – Csuklyások – BlacKkKlansman - Paweł Pawlikowski – Hidegháború |
| Legjobb férfi főszereplő | Legjobb női főszereplő |
| - Rami Malek – Bohém rapszódia mint Freddie Mercury - Christian Bale – Alelnök mint Dick Cheney - Steve Coogan – Stan & Ollie mint Stan Laurel - Bradley Cooper – Csillag születik mint Jackson „Jack” Maine - Viggo Mortensen – Zöld könyv – Útmutató az élethez mint Frank „Tony Lip” Vallelonga | - Olivia Colman – A kedvenc mint Anna brit királynő - Glenn Close – A férfi mögött mint Joan Castleman - Viola Davis – Nyughatatlan özvegyek mint Veronica Rawlings - Lady Gaga – Csillag születik mint Ally Campana - Melissa McCarthy – Megbocsátasz valaha? mint Lee Israel |
| Legjobb férfi mellékszereplő | Legjobb női mellékszereplő |
| - Mahershala Ali – Zöld könyv – Útmutató az élethez mint „Doc” Don Shirley - Timothée Chalamet – Csodálatos fiú mint Nicholas „Nic” Sheff - Adam Driver – Csuklyások – BlacKkKlansman mint Philip „Flip” Zimmerman detektív - Richard E. Grant – Megbocsátasz valaha? mint Jack Hock - Sam Rockwell – Alelnök mint George W. Bush | - Rachel Weisz – A kedvenc mint Sarah Churchill, Marlborough hercegnője - Amy Adams – Alelnök mint Lynne Cheney - Claire Foy – Az első ember mint Janet Shearon Armstrong - Margot Robbie – Két királynő mint I. Erzsébet angol királynő - Emma Stone – A kedvenc mint Abigail Hill |
| Legjobb eredeti forgatókönyv | Legjobb adaptált forgatókönyv |
| - Deborah Davis, Tony McNamara – A kedvenc - Alfonso Cuarón – Roma - Brian Currie, Peter Farrelly, Nick Vallelonga – Zöld könyv – Útmutató az élethez - Janusz Glowacki, Paweł Pawlikowski – Hidegháború - Adam McKay – Alelnök | - Spike Lee, David Rabinowitz, Charlie Wachtel, Kevin Willmott – Csuklyások – BlacKkKlansman - Bradley Cooper, Will Fetters, Eric Roth – Csillag születik - Nicole Holofcener, Jeff Whitty – Megbocsátasz valaha? - Barry Jenkins – If Beale Street Could Talk - Josh Singer – Az első ember |
| Legjobb operatőr | Legjobb debütálás (brit forgatókönyvíró, filmrendező vagy producer) |
| - Alfonso Cuarón – Roma - Robbie Ryan – A kedvenc - Linus Sandgren – Az első ember - Newton Thomas Sigel – Bohém rapszódia - Lukasz Zal – Hidegháború | - Michael Pearce (forgatókönyvíró/rendező), Lauren Dark (producer) – Beast - Daniel Kokotajilo (forgatókönyvíró/rendező) – Apostasy - Chris Kelly (forgatókönyvíró/rendező/producer) – Kambodzsai tavasz - Leanne Welham (forgatókönyvíró/rendező), Sophie Harman (producer) – Pili - Richard Billingham (forgatókönyvíró/rendező), Jacqui Davies (producer) – Ray és Liz |
| Kiemelkedő brit film | Legjobb dokumentumfilm |
| - A kedvenc – Jórgosz Lánthimosz, Ceci Dempsey, Ed Guiney, Lee Magiday, Deborah Davis, Tony McNamara - Beast – Michael Pearce, Kristian Brodie, Lauren Dark, Ivana MacKinnon - Bohém rapszódia – Bryan Singer, Graham King, Anthony McCarten - McQueen – Ian Bonhôte, Peter Ettedgui, Andee Ryder, Nick Taussig - Sosem voltál itt – Lynne Ramsay, Rosa Attab, Pascal Caucheteux, James Wilson - Stan & Ollie – Jon S. Baird, Faye Ward, Jeff Pope | - Free Solo – Elizabeth Chai Vasarhelyi, Jimmy Chin - McQueen – Ian Bonhôte, Peter Ettedgui - RBG – Julie Cohen, Betsy West - They Shall Not Grow Old – Peter Jackson - Three Identical Strangers – Tim Wardle, Grace Hughes-Hallett, Becky Read |
| Legjobb filmzene | Legjobb hang |
| - Csillag születik – Bradley Cooper, Lady Gaga, Lukas Nelson - Csuklyások – BlacKkKlansman – Terence Blanchard - If Beale Street Could Talk – Nicholas Britell - Kutyák szigete – Alexandre Desplat - Mary Poppins visszatér – Marc Shaiman | - Bohém rapszódia – John Casali, Tim Cavagin, Nina Hartstone, Paul Massey, John Warhurst - Az első ember – Mary H. Ellis, Mildred Iatrou Morgan, Ai-Ling Lee, Frank A. Montaño, Jon Taylor - Csillag születik – Steve Morrow, Alan Robert Murray, Jason Ruder, Tom Ozanich, Dean Zupancic - Hang nélkül – Erik Aadahl, Michael Barosky, Brandon Procter, Ethan Van der Ryn - Mission: Impossible – Utóhatás – Gilbert Lake, James H. Mather, Christopher Munro, Mike Prestwood Smith |
| Legjobb díszlet | Legjobb vizuális effektek |
| - A kedvenc – Fiona Crombie, Alice Felton - Az első ember – Nathan Crowley, Kathy Lucas - Legendás állatok: Grindelwald bűntettei – Stuart Craig, Anna Pinnock - Mary Poppins visszatér – John Myhre, Gordon Sim - Roma – Eugenio Caballero, Bárbara Enríquez | - Fekete Párduc – Geoffrey Baumann, Jesse James Chisholm, Craig Hammack, Dan Sudick - Az első ember – Ian Hunter, Paul Lambert, Tristan Myles, J.D. Schwalm - Bosszúállók: Végtelen háború – Dan DeLeeuw, Russell Earl, Kelly Port, Dan Sudick - Legendás állatok: Grindelwald bűntettei – Tim Burke, Andy Kind, Christian Manz, David Watkins - Ready Player One – Matthew E. Butler, Grady Cofer, Roger Guyett, David Shirk                                                        |
| Legjobb jelmez | Legjobb smink |
| - A kedvenc – Sandy Powell - Bohém rapszódia – Julian Day - Két királynő – Alexandra Byrne - Mary Poppins visszatér – Sandy Powell - The Ballad of Buster Scruggs – Mary Zophres | - A kedvenc – Nadia Stacey - Alelnök – Nominees TBC - Bohém rapszódia – Mark Coulier, Jan Sewell - Két királynő – Jenny Shircore - Stan & Ollie – Mark Coulier, Jeremy Woodhead |
| Legjobb vágás | Legjobb nem angol nyelvű film |
| - Alelnök – Hank Corwin - A kedvenc – Jorgosz Mavropszaridisz - Az első ember – Tom Cross - Bohém rapszódia – John Ottman - Roma – Alfonso Cuarón, Adam Gough | - Roma – Alfonso Cuarón, Gabriela Rodriguez - Bolti tolvajok – Koreeda Hirokazu, Kaoru Matsuzaki - Dogman – Kutyák királya – Matteo Garrone - Hidegháború – Paweł Pawlikowski, Tanya Seghatchian, Ewa Puszczyńska - Kafarnaum – A remény útja – Nadine Labaki, Khaled Mouzanar |
| Legjobb animációs film | Legjobb animációs rövidfilm |
| - Pókember: Irány a Pókverzum! – Bob Persichetti, Peter Ramsey, Rodney Rothman, Phil Lord - A Hihetetlen család 2. – Brad Bird, John Walker - Kutyák szigete – Wes Anderson, Jeremy Dawson | - Roughhouse – Jonathan Hodgson, Richard Van Den Boom - I'm OK – Elizabeth Hobbs, Abigail Addison, Jelena Popović - Marfa – Gary McLeod, Myles McLeod |
| Legjobb rövidfilm | Orange Rising Star Award |
| - 73 Cows – Alex Lockwood - Bachelor, 38 – Angela Clarke - The Blue Door – Ben Clark, Megan Pugh, Paul Taylor - The Field – Sandhya Suri, Balthazar de Ganay - Wale – Barnaby Blackburn, Sophie Alexander, Catherine Slater, Edward Speleers | - Letitia Wright - Jessie Buckley - Cynthia Erivo - Barry Keoghan - Lakeith Stanfield |

### BAFTA Akadémiai tagság
- Thelma Schoonmaker[6]

### Kiemelkedő brit hozzájárulás a mozifilmekhez
- Number 9 Films [7]

## Többszörös jelölések és elismerések
| Jelölés | Díj | Cím                                     |
| ------- | --- | --------------------------------------- |
| 12      | 7   | A kedvenc                               |
| 7       | 4   | Roma                                    |
| 7       | 2   | Bohém rapszódia                         |
| 7       | 1   | Csillag születik                        |
| 7       | 0   | Az első ember                           |
| 6       | 1   | Alelnök                                 |
| 5       | 1   | Csuklyások – BlacKkKlansman             |
| 4       | 1   | Zöld könyv – Útmutató az élethez        |
| 4       | 0   | Hidegháború                             |
| 3       | 0   | Két királynő                            |
| 3       | 0   | Mary Poppins visszatér                  |
| 3       | 0   | Megbocsátasz valaha?                    |
| 3       | 0   | Stan & Ollie                            |
| 2       | 1   | Beast                                   |
| 2       | 0   | If Beale Street Could Talk              |
| 2       | 0   | Kutyák szigete                          |
| 2       | 0   | Legendás állatok: Grindelwald bűntettei |
| 2       | 0   | McQueen                                 |